# Denílson de Oliveira
Denílson de Oliveira Araújo és un futbolista brasiler, ja retirat, nascut el 24 d'agost de 1977. Va jugar com a migcampista a diversos equips, destacant el seu pas pel São Paulo FC i el Reial Betis.
Va començar la seua carrera al São Paulo FC, abans de ser el futbolista més car del món quan fitxa pel Reial Betis per 21,5 milions de lliures, el 1998. Després de deixar el club andalús, ha militat en altres equips d'arreu del món.
Ha estat internacional en 63 ocasions amb la selecció brasilera, tot marcant 9 gols.

## Trajectòria
Denílson van trencar el rècord del món de les transferències futbolístiques quan el 1998 el Reial Betis paga al São Paulo FC 32 milions de dòlars pels seus serveis. El migcampista havia debutat tres anys abans amb els paulistes i va destacar a la Copa Amèrica de 1997.
A la campanya 99/00, després que el Betis perdera la categoria, el brasiler va ser cedit al Flamengo. Després que guanyara la Copa del Món del 2002, el Betis va vendre Denílson al Girondins de Bordeaux, quatre anys abans de la fi del seu contracte. Al Betis no va tenir reeixida, tot i jugar 186 partits i marcar 13 gols, en part per les grans expectatives que va alçar la xifra del seu fitxatge.
Al Girondins de Bordeus, tot i un mal inici, va quallar una bona temporada a la segona volta. Els francesos van provar d'estendre el seu contracte, però no van poder acomplir amb les exigències del migcampista. Posteriorment, encara negociacions amb clubs europeus, però va militar a l'Al-Nasr saudita i al FC Dallas estatunidenc.
Al febrer del 2008, retorna al seu país en fitxar pel Palmeiras, on tot i jugar en un club gran i dirigit per Vanderlei Luxemburgo, no va assolir la titularitat. En finalitzar l'any de contracte amb el Palmeiras, recala durant tres mesos a l'Itumbiara. Al juny del 2009 marxa al club vietnamita del Xi Măng Hải Phòng, sent el jugador de més renom internacional que ha passat per aquest campionat. Hi debuta el 21 de juny, contra l'Hoàng Anh Gia Lai, tot marcant de falta directa. Va ser l'únic encontre que va jugar amb aquest club, a causa de les lesions deixa els vietnamites tan sols tres setmanes després de la seua arribada.
A finals de gener de 2010 va anunciar el seu fitxatge per l'AO Kavala de la lliga grega.

## Selecció
Ha estat internacional en 63 ocasions en els quals ha marcat nou gols. Hi va participar en els Mundials de 1998 (finalista) i de 2002 (guanyador). El retorn de Carlos Alberto Parreira a la banqueta canarinha el va apartar de disputar el torneig del 2006.
També hi va participar en les Copes Amèrica de 1997 i 2001, a la Copa Confederacions 1997 i a la Copa d'Or de la Concacaf de 1998.

## Palmarès
- Copa Conmebol: 1994
- Campionat Paulista: 1998
- Copa Amèrica: 1997
- Copa Confederacions: 1997 (també va ser declarat millor jugador del torneig)
- Copa del Món de futbol: 2002
- Copa del Rei: 2005
- Campionat Paulista: 2008